# Nonstop
Frédo Roman, dit Nonstop, né le 23 avril 1975 à Toulouse, est un auteur, compositeur et interprète originaire de Toulouse, en Haute-Garonne. Parallèlement à la musique, il fut médiateur dans un centre social dans le quartier d’Empalot à Toulouse, avant de devenir bibliothécaire, métier qu’il exerce encore à ce jour.
Il compte trois albums studio : Road movie en béquilles (2005), J'ai rien compris mais je suis d'accord (2009), et Zyklon bio (2020).

## Biographie

### Road movie en béquilles
À la suite de l'explosion de l'usine AZF de Toulouse en 2001, Frédo Roman a des flashes qu’il note sur des carnets.
En 2005, il sort son premier album Road movie en béquilles sur le label Ici d’ailleurs, produit par Arnaud Michniak et Denis Degioanni (Diabologum), et illustré par Stéphane Blanquet. L'album bénéficie d'une bonne réception dans la presse spécialisée,,,. La qualité des textes est remarquée pour leur « imaginaire sans limites, [leur] aptitude naturelle à l’invention poétique qui [inscrit Nonstop] dans le sillage de Cravan, Picabia, Artaud ou Michaux mêlé[s] à une puissance comique dévastatrice ». Son humour est aussi comparé à celui de Coluche. Concernant la musique, « elle donne sa chair à cet univers de la parano et du désespoir » avec ses « sonorités industrielles » et ses « progressions robotiques».
Sur scène, Frédo Roman s'entoure de deux anciens membres de Diabologum, son frère Richard Roman à la basse et Denis Degioanni à la batterie, ainsi que de Renan Guilcher à la guitare et de DJ Vener aux scratches. En tournée dans toute la France entre 2005 et 2006, Nonstop a notamment joué au Festival Avataria, au musée de la mine à Saint-Etienne, à l’Aéronef de Lille, au Nouveau Casino à Paris. La tournée s'est terminée aux Eurockéennes de Belfort en 2006.
On retrouve ensuite Frédo Roman comme acteur dans deux longs métrages : Appel ça comme tu veux écrit par Arnaud Michniak, Hugo Minsky, Den’s et Nonstop ; et Dehors de Romain Winkler.

### J'ai rien compris mais je suis d'accord
En 2009, Nonstop sort son deuxième album J’ai rien compris mais je suis d’accord, accompagné de Serge Teyssot-Gay (Noir Désir) à la guitare, de Henning Specht (Hypnolove) aux synthés, de Richard Roman à la basse et toujours illustré par Stéphane Blanquet.
Ce nouvel opus est autoproduit par Frédo Roman, Ici d’ailleurs n'ayant pas souhaité continuer sur ce disque. Il se charge donc lui-même de la promotion et envoie son disque à la presse entre deux feuilles de papier toilette. Un chroniqueur musical raconte : « ce disque n'a failli jamais arriver jusqu'ici, l'envoi promo initial ayant fait les frais du manque d'humour confirmé de certains postiers; les enveloppes customisées par Roman portant alors l'encart "J'encule la poste" ».
Le disque est une nouvelle fois bien reçu par la critique musicale,,, bien qu'il soit perçu comme plus radical que le précédent et décrit comme « un acte militant [par lequel] Nonstop s’écarte de tout format pop, de toute forme de séduction, pour livrer un bloc de sons et de paroles destinés à provoquer à peu près tout le monde ». Musicalement, la variété de la partie instrumentale est remarquée : « un album sans égal dans toute la discographie française, un mélange de rap, de rock, d’électro, d’une violence inouïe ».

### Retour avecZyklon bio
Entre 2010 et 2021, Nonstop n'est plus actif. Frédo Roman quitte Toulouse pour s'installer à la campagne en 2013.
En 2021, Nonstop fait son retour avec Zyklon bio sur le label 2000 records, un disque composé à la faveur des confinements liés à la pandémie de Covid-19. Conçu comme la troisième pièce d'une trilogie amorcée avec Road movie et J'ai rien compris, il est enregistré chez Frédo Roman la nuit du 23 avril 2021 en compagnie de Renan Guilcher. L'originalité de Zyklon bio est d'être « un morceau fleuve d'une demi-heure » entrecoupé d’extraits glanés à la télévision et sur Youtube, qui lui donnent « un côté docu-fiction ». Le disque est décrit par la presse spécialisée comme « noir, orageux, chargé à bloc de colère sociale et de dépit politique », avec des « punchlines souvent irrésistibles, alignées comme des épiphanies qui, à chaque fois, dévoilent un pan de la réalité, splendide et affligeant ».

### Alien au pays des aliénés
Le 27 septembre 2024 sort un nouvel album de Nonstop, Alien au pays des aliénés, accompagné de son frère Richard Roman à la basse (Diabologum) et de Renan Guilcher. Benjamin Berton, lauréat du prix Goncourt, évoque dans Sun Burns Out « un disque implacable, le plus beau, lucide et élégant constat d’échec qu’on a entendu depuis des lustres ». Selon lui, « contrairement à d’autres chanteurs engagés ou conscients, Frédo Roman agit comme un révélateur de génie, ne produisant du sens indirect que par la superposition et la juxtaposition parfois surréaliste et d’apparence aléatoire d’intuitions ou d’images. Certaines chansons contiennent un roman sur une seule phrase. »
Dans Section 26, le critique musical Renaud Sachet explique que « si Frédo Roman n’a pas mis de l’eau dans son vin, il apparait moins énervé qu’avant – la voix se pose plus volontiers, les flows se diversifient, les ambiances instrumentales sont aussi moins épileptiques et agressives, mais pas moins effrayantes ». Dans le Monde diplomatique, Pascal Bouaziz (Mendelson, Bruit noir) qualifie Frédo Roman de « poète, explosif, politique et voyant, capable de tirer à boulets rouges sur l’esprit du temps, sa bêtise, son ennui caractéristique [...], à lui seul plus surprenant que l’ensemble des comiques français de l’année… »
L’album Alien au pays des aliénés est accompagné par un film réalisé par Romain Winkler.
Le label Ici d’ailleurs sort le 8 novembre 2024 une édition vinyle de J’ai rien compris mais je suis d’accord, le 2ème album de Nonstop, en double LP, avec en bonus le live aux Eurockéennes de Belfort, l’ultime concert de Nonstop.

## Style musical, influences et textes
Frédo Roman décrit lui-même sa musique comme « une réaction face à l’absurdité de notre époque, la connerie humaine, la [s]ienne en premier. Un état des lieux composé d’accumulations d’images absurdes, violentes et parfois drôles [...] Une espèce de puzzle mental qui essaie de traduire la folie omniprésente de notre siècle sans pour autant tomber dans le désespoir, le pseudo-militantisme ou la démagogie ».
Parmi ses influences musicales figurent des bandes originales de films (Ennio Morricone, Popol Vuh, François de Roubaix), du rock (Blackmail, Institut, Bruit Noir, Brian Eno, Los Lobos, King Tubby, Neil Young, ZZ Top, Suicide), de la musique électronique (Coil, Muslimgauze, Zuli, Franck Vigroux, Pan Sonic, Esplendor Geométrico, Terrence Dixon, Arpanet), du jazz (Miles Davis période électrique, Sun Ra), et du rap (Sault, Jay Electronica, Quelle Chris, Alpha Wann, Doc Gyneco, Sheryo).
Les textes de Nonstop sont souvent reconnus pour leur qualité poétique et leur humour, et comparés à des figures de la chanson ou de la littérature : « de la trempe d’un Desproges pour l’humour noir, d’un Ferré pour la révolte, d’un Bukowski pour la rythmique » (Rock You).
Du fait de leur caractère très imagé, le rapprochement est aussi fait avec le cinéma, et notamment avec les « métaphores politiques du cinéma fantastique américain (Invasion of the Bodysnatchers de Don Siegel, Dawn of the Dead de George Romero ou They Live de John Carpenter) ».

## Clips officiels
- "Devant ma nuque" (2005), réalisé par Henri-Jean Debon.
- "J'ai rien compris mais je suis d'accord" (2009), réalisé par Romain Winkler.